# Marcela Dantés
Marcela Dantés (Belo Horizonte, 1986) é uma escritora, redatora e servidora pública brasileira.
Seu primeiro romance, Nem sinal de asas, foi finalista do Prêmio São Paulo de Literatura, na categoria Melhor Romance de Estreia, e do Prêmio Jabuti, na categoria Melhor Romance Literário.

## Biografia
Marcela nasceu em Belo Horizonte, em 1986. Formada em Comunicação Social pela Universidade Federal de Minas Gerais (UFMG), em 2009, tem pós-graduação em Processos Criativos em Palavra e Imagem pela Pontifícia Universidade Católica de Minas Gerais (PUC MG). Foi redatora publicitária por cinco anos, deixando a área para trabalhar com literatura em tempo integral.

## Carreira
Em 2016, foi autora residente do Festival Literário Internacional de Óbidos (FOLIO), em Portugal. Lá ela começou a escrever João Maria Matilde, publicado em 2022 pela Autêntica Contemporânea. Neste mesmo ano, publicou, a coletânea de contos Sobre pessoas normais, pela editora Patuá, livro semifinalista do Prêmio Oceanos.
Em 2021, seu primeiro livro, Nem sinal de asas, foi finalista do Prêmio São Paulo de Literatura, na categoria Melhor Romance de Estreia, e do Prêmio Jabuti, na categoria Melhor Romance Literário. Em 2024, publicou o romance Vento Vazio, pela Companhia das Letras, e participou com um conto da antologia O dia escuro, organizada por Fabiane Secches e Socorro Acioli, também pela Companhia das Letras.
Também em 2024, foi uma das convidadas da programação oficial da Festa Literária Internacional de Paraty (Flip) e participou de uma mesa com a filósofa e escritora italiana Ilaria Gaspari, com mediação da escritora e psiquiatra Natalia Timerman.

## Obras
- Sobre pessoas normais (Patuá) 2016;
- Nem sinal de asas (Patuá) 2020;
- João Maria Matilde (Autêntica Contemporânea) 2022;
- Vento vazio (Companhia das Letras) 2024;
- O dia escuro (Companhia das Letras) 2024.